# Volkskunstgroep Reynout

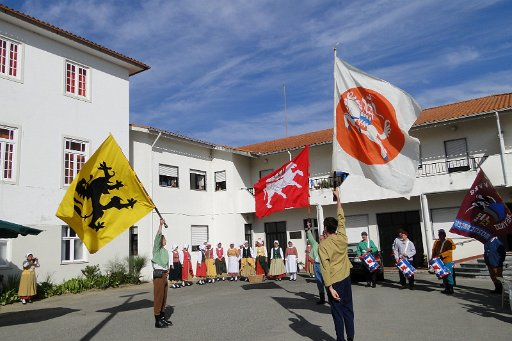
Volkskunstgroep Reynout in Portugal

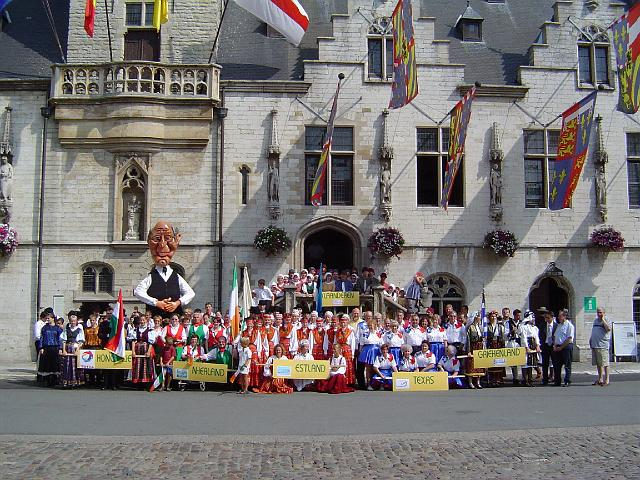
Groot Internationaal Volkskunstfestival 2003 in Dendermonde

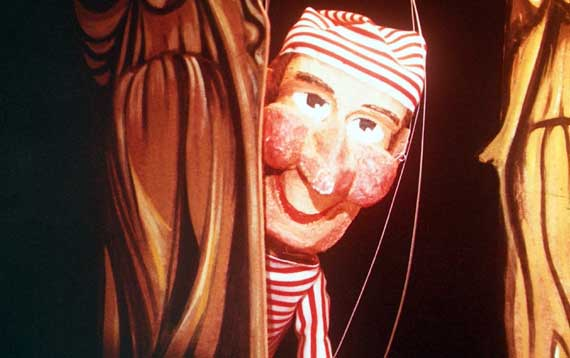
Kalleke Step

VVKB Reynout is een Dendermondse volkskunstgroep die op 24 oktober 1948 werd opricht. Ze is gevestigd in de deelgemeente Grembergen. De organisatie bestaat uit een volksdansgroep, een vendel- en trommelkorps en marionettentheater Kalleke Step.
Tot 2014 organiseerde men zesendertig maal de jaarlijkse meiboomplanting waarbij telkens een gastgroep werd uitgenodigd. Sinds 1973 wordt een vijfjaarlijks internationaal volkskunstfestival georganiseerd met tal van gastgroepen. In 1985 kwam daar een jaarlijks festivalavond bij.
De groep is gekend in eigen streek door deelname aan de jaarlijkse reuzenommegang Katuit en de tienjaarlijkse Ros Beiaardommegang.

## Festival

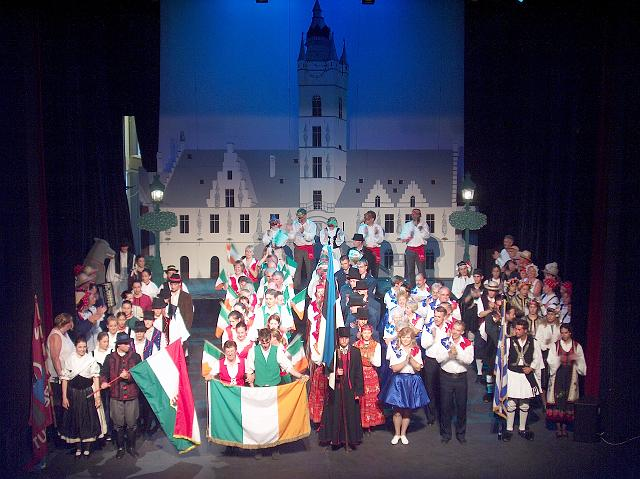
Apotheose van het Festival in C.C. Belgica Dendermonde

Sinds 1973 organiseert Reynout elke vijf jaar een internationaal volkskunstfestival onder de naam Ontdek de wereld in Dendermonde. Het festival kent een aantal vaste waarden. Een stoet gaat door de straten van Dendermonde met een voorstelling van de gastgroepen samen met de Reynout-vendeliers, gevolgd door een receptie op het Stadhuis van Dendermonde. Dan volgt er steeds een volksdansbal en optredens in het Cultureel Centrum Belgica te Dendermonde. De afscheidsavond wordt gehouden in de tuin van Huis Van Winckel in de Kerkstraat te Dendermonde.
Deelnemende groepen waren afkomstig uit:
- 1973: Ierland - Finland - Frankrijk - Wallonië - Duitsland - Polen - Vlaanderen
- 1979: Finland - Frankrijk - Duitsland - Nederland - Polen - Vlaanderen
- 1983: Tsjecho-Slowakije - Frankrijk - Schotland - Duitsland - Vlaanderen
- 1988: Finland - Frankrijk - Joegoslavië - Spanje - Vlaanderen
- 1993: Rusland - Ierland - Frankrijk - Roemenië - Tsjechië - Bulgarije - Vlaanderen
- 1998: Oekraïne - Tsjechië - Griekenland - Finland - Armenië - Vlaanderen
- 2003: Griekenland - Texas (USA) - Estland - Hongarije - Noord-Ierland - Vlaanderen
- 2008: Slovenië - Oezbekistan - Portugal - India - Hongarije - Vlaanderen
- 2014: Frankrijk - Taiwan - Canada - Servië - Chili - Vlaanderen
- 2019: Oekraïne - Panama - Vlaanderen

## Reus Gust

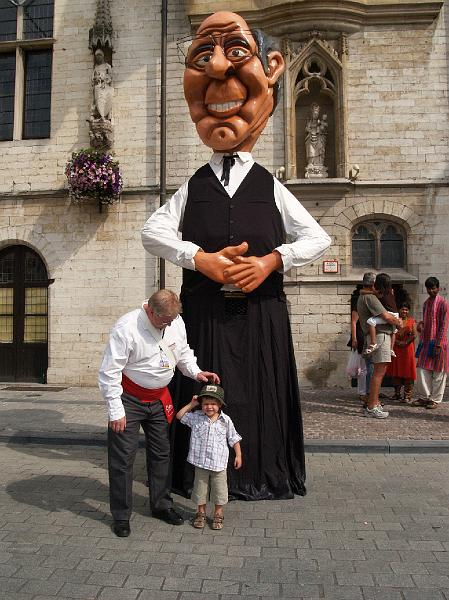
Reus Gust van Reynout

In Grembergen is het de gewoonte dat elke grote dorpsfiguur/organisatie een reus laat meelopen in de jaarlijkse Grembergse reuzenstoet. Ter gelegenheid van haar vijftigjarig  bestaan in 1998 bouwde Reynout hun eigen mascotte: Reus Gust, een verwijzing naar de stichter Gust Dierickx. Sindsdien loopt deze elk jaar mee in de reuzenstoet van Grembergen. Ook bij andere gelegenheden is de reus aanwezig.

## Cadence Cloggers uit Texas
Reynout heeft bevriende relaties met de Cadence Cloggers uit San Antonio in de Amerikaanse staat Texas. In 1999 gaf Reynout een vendel en dansoptreden tijdens hun festival in Texas. De Cadence Cloggers namen ook deel aan de festivalavond van 1996 en aan het internationaal volkskunstfestival van 2003 in Dendermonde.

## Optredens

### België
- 2022: Ros Beiaardommegang in Dendermonde
- 2016: Europeade in Namen
- 2014: Internationaal volkskunstfestival "Ontdek de Wereld in Dendermonde"
- 2012: Oogstfeesten Hamme Sint-Anna, Europees kampioenschap Barbecue in Torhout
- 2011: Provinciaal toernooi in Wachtebeke
- 2010: Ros Beiaardommegang in Dendermonde, Europees kampioenschap BBQ in Genk
- 2009: Festival in Dilbeek

### Buitenland
- 2023: 58ste Europeade in Gotha (Duitsland)
- 2019: 56ste Europeade in Frankenberg (Duitsland)
- 2018: Optreden ter gelegenheid van “Dag van Bulgarije” in Gabrovo (Bulgarije)
- 2017: Europees Vendeltreffen Gotha (Duitsland)
- 2015: Horsens (Denemarken)
- 2013: Internationaal folklorefestival (Frankrijk), Verbroederingsweekend Sneyssens (Duitsland)
- 2011: Öhringen & Rodenwald (Duitsland)
- 2010: Internationaal folklorefestival (Portugal)
- 2007: Horsens (Denemarken)
- 2006: Nienburg (Duitsland) - Roermond (Nederland)
- 2005: Draperstown (Noord-Ierland)
- 1999: Folklifefestival – Sea World in San Antonio (U.S.A Texas)
- 1994: Turku (Finland)
- 1990: Tours (Frankrijk) - Valladolid (Spanje)
- 1974: Johannesburg – Bloemfontein – Stellenbos – Kaapstad (Zuid-Afrika)